# Konrad Babenberg
Konrad Babenberg (ur. ok. 1115, zm. 28 września 1168) – biskup Pasawy w latach 1148–1164 i arcybiskup Salzburga w latach 1164–1168.
Konrad był synem Leopolda III Świętego i Agnieszki von Waiblingen. W 1140 został prepozytem kapituły w Utrechcie, a w 1143 w Hildesheim. W 1148 został biskupem Pasawy. W 1159 potwierdził przywileje miasta St. Pölten.
29 czerwca 1164 został wybrany arcybiskupem Salzburga. Podczas schizmy zachował neutralność. Nie poparł ani papieża Aleksandra III ani antypapieża Paschalisa III. W 1167 spłonęło miasto Salzburg wraz z katedrą. Biskup Konrad rozpoczął odbudowę świątyni.